# Rheumaptera atlantica
Rheumaptera atlantica là một loài bướm đêm trong họ Geometridae.